# Ternstroemia rubiginosa
Ternstroemia rubiginosa är en tvåhjärtbladig växtart som beskrevs av William Jack. Ternstroemia rubiginosa ingår i släktet Ternstroemia och familjen Pentaphylacaceae. Inga underarter finns listade i Catalogue of Life.